# If I Believe
〈If I Believe〉(이프 아이 빌리브)는 2003년 7월 9일에 발매된, 쿠라키 마이의 4번째 정규 음반이다.

## 해설
전작 〈FAIRY TALE〉으로부터 약 9개월만의 발매가 되었다. 데뷔 이래로 4개의 싱글 연속으로 오리콘 앨범 차트 1위를 기록하였다.
전11곡 중 앨범 곡은 5곡이다. 이 중 〈Tonight, I feel close to you〉는 쑨옌쯔와 듀엣한 악곡이다. 〈If I Believe〉〈SAME〉〈Just A Little Bit〉의 가사는 가사 카드에 직필로 게재되어있다.
〈If I Believe〉〈SAME〉는 앨범 곡으로는 드물게 풀사이즈의 뮤직비디오가 제작되었으며, 클립집 《My Reflection》 어느 앨범에서나 시청할 수가 있다.

## 수록곡
1. If I Believe [3:43]
  - 작사: 쿠라키 마이, 작곡: 오노 아이카, 편곡: Cybersound

‘시브리즈’ CM 송.
2. Time after time(꽃잎 흩날리는 거리에서) (theater version)(Time after time〜花舞う街で〜 (theater version)) [4:12]
  - 작사: 쿠라키 마이, 작곡: 오노 아이카, 편곡: 이케다 다이스케, Cybersound

15번째 싱글. 애니메이션 영화 《명탐정 코난: 미궁의 십자로》 주제가. 영화에서 사용된 버전으로 수록되어있다.
3. 바람의 라라라(風のららら) [4:22]
  - 작사: 쿠라키 마이, 작곡: 하루하타 미치야, 편곡: Cybersound

17번째 싱글. 애니메이션 《명탐정 코난》 오프닝 테마.
4. Kiss [4:37]
  - 작사: 쿠라키 마이, 작곡: Yoko B. Stone. 편곡: Cybersound

16번째 싱글. ‘시브리즈’ CM 송.
5. mi corazón [4:14]
  - 작사: 쿠라키 마이, 작곡: M. Africk, M. Pessoa, Perry Geyer, 편곡: M. Pessoa

쿠라키가 대학의 제2외국어로 배운 스페인어가 사용되고 있다.
6. I don't wanna lose you [4:06]
  - 작사: 쿠라키 마이, 작곡 · 편곡:  토쿠나가 아키히토

14번째 싱글 〈Make my day〉의 커플링곡. 앨범용으로 리믹스되어있다.
7. Make my day (album version) [3:58]
  - 작사: 쿠라키 마이, 작곡: 토쿠나가 아키히토, 편곡: Cybersound

14번째 싱글의 앨범 버전.
8. SAME [3:59]
  - 작사: 쿠라키 마이, 작곡 · 편곡: M. Africk, M. Pessoa, Perry Geyer, J.Risk
9. Just A Little Bit [4:31]
  - 작사: 쿠라키 마이, M. Africk, 작곡 · 편곡: M. Africk, M. Pessoa, Perry Geyer, J.Risk
10. You are not the only one [4:02]
  - 작사: 쿠라키 마이, 작곡: 토쿠나가 아키히토, 편곡: Cybersound

16번째 싱글 〈Kiss〉의 커플링곡. 보컬이 수록되어있다.
11. Tonight, I feel close to you (with 옌쯔 <Yan-Zi>)  [4:06]
  - 작사: 쿠라키 마이, 니시무로 토키코, 작곡: 오노 아이카, 편곡: Cybersound

싱가포르 가수 쑨옌쯔와 듀엣한 노래. PV가 제작되어있으며, 함께 후렴구를 녹음하는 모습이나 담소하는 모습, 쿠라키가 쑨옌쯔에게 싱글 〈Love, Day After Tomorrow〉의 〈L.O.V.E〉의 손짓을 가르치고 있는 모습 등이 수록되어있다. 비디오 클립집 〈My Reflection〉에 수록된 〈If I Believe〉 전곡 소개 영상에서 시청가능하다.

## 같이 보기
- 쿠라키 마이